# Pebble bed-reaktor

Skiss över en pebble bed-reaktor.

En Pebble bed-reaktor (PBR) är en grafit-modererad, gaskyld kärnreaktor. Den är en typ av högtemperaturreaktor (VHTR, tidigare känd som gaskyld högtemperaturreaktor (HTGR)), en av de sex klasserna av kärnreaktorer i fjärde generationens reaktor-initiativet.  Liksom andra typer av VHTR använder PBR TRISO-bränslepartiklar, som tillåter höga utgångstemperaturer och passiv kärnsäkerhet.
Den här typen av reaktorer finns ännu bara på försöksstadiet. I Sydafrika bedrevs aktiv utveckling fram till 2010 med deras PBMR-design. Följande beskrivning vilar i huvudsak på den kinesiska 10 MWt-prototypen HTR-10, som togs i drift vid Tsinghuauniversitetet år 2003.

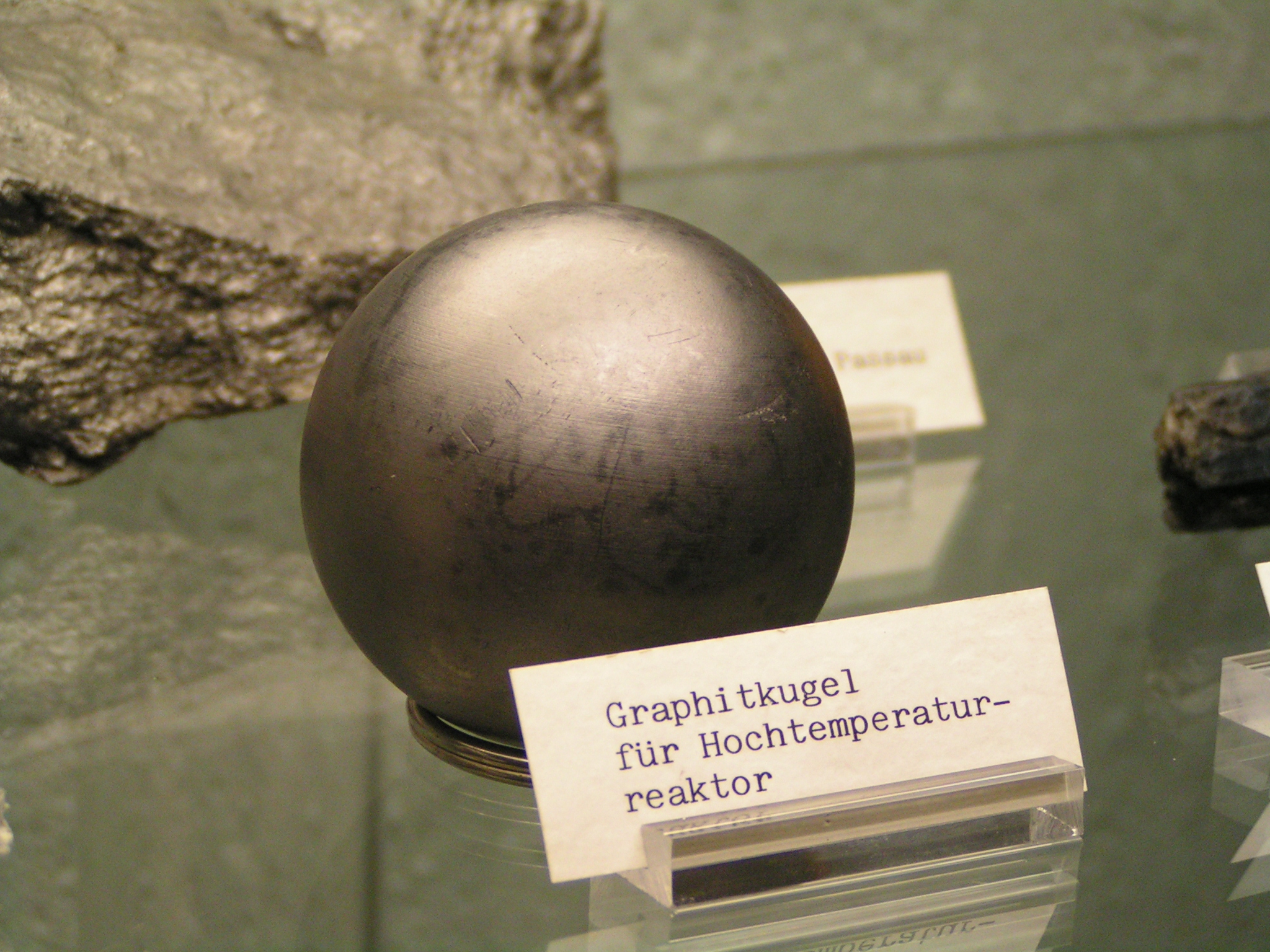
Bränslet inkapslad i en grafitkula.

## Etymologi
Pebble-bed kommer från engelskan och betyder ungefär "bädd av klappersten". Den har fått sitt namn av att bränslet utgörs av sfäriska element något större än en biljardboll. 

## Historik
Den första idén till en pebble bed-reaktor fick Farrington Daniels vid Oak Ridge 1947, som även myntade dess namn. Konceptet med en mycket enkel och säker reaktor med ett kärnbaserat handelsbränsle utvecklades av Rudolf Schulten i Tyskland på 1950-talet, men senare togs politiska och ekonomiska beslut att överge tekniken i Tyskland efter 21 års problemfylld drift. Ett antal prototyper har byggts på annat håll.

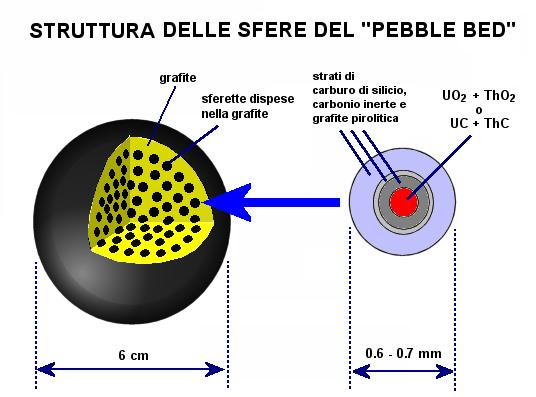
Struktur och sammansättning av grafitkulan i en pebble bed-reaktor.

## Bränslet
Bränsleelementen är uppbyggda av tusentals små kulor kallade TRISO-partiklar bestående av en urandioxidkärna med en diameter av en halv millimeter omgiven av ett lager av poröst kol som tar upp fissionsprodukter och ett lager av pyrolytisk grafit (grafit med kovalenta bildningar mellan kolplanen i grafitstrukturen), därefter ett lager av kiselkarbid och ytterst ett lager med pyrolytisk grafit. De här lagren skall förhindra att radioaktiva produkter frisätts från bränsleelementen. Varje bränsleelement består av 8 300 TRISO-partiklar och innehåller 5 gram 17 % anrikat uran.
Reaktorhärden består av 27 000 sådana bränsleelement i en tank. Tankens väggar är klädda med grafit som fungerar som neutronreflektor. Kylningen sker med helium och i vissa reaktorkonstruktioner har man tänkt sig att använda det till 900 °C upphettade heliumet direkt för att driva en turbin. I HTR-10 används istället en värmeväxlare, där ånga till turbinen genereras.

## Säkerhetsaspekter
Reaktorn kan drivas fortlöpande, eftersom bränsleelementen fylls på uppifrån och tappas ut nertill från reaktortanken. Bränsleelementen kontrolleras och om de inte är helt förbrukade och inte heller är skadade, så kan de tillföras reaktortanken för att genomgå ytterligare en cykel. Två oberoende avstängningssystem finns. Det ena består av tio styrstavar som finns i grafitreflektorn. Det andra systemet finns också i grafitreflektorn och består av sju hålrum, som kan fyllas med små kulor av neutronabsorberande material.
Härdsmälta kan inte inträffa i en pebble bed-reaktor, eftersom reaktionen avtar då temperaturen stiger, så att temperaturen aldrig blir över cirka 2 000 °C, vilket bränsleelementen och konstruktionen i övrigt tål.
Fördelen med TRISO-bränslet ur miljösynvinkel är att radioaktivitet inte kommer ut i naturen vare sig under drift i reaktorn eller vid hantering av bränslet. Vid olyckor kan enstaka bränsleelement bli så svårt skadade att utsläpp av radioaktivitet kan ske. En nackdel är att volymen av förbrukat bränsle som skall slutförvaras blir större än från exempelvis en lättvattenreaktor.

## Alternativ energibärare
En annan anledning till att man i Kina intresserar sig för den här typen av reaktor är att man tänker sig kunna använda den även för att framställa vätgas genom termisk sönderdelning av vatten. Vätgas ser man som en framtida energibärare för bland annat bränslecellsdrivna bilar.